# 異塵餘生系列
異塵餘生是黑島工作室与Interplay Entertainment公司开发与发行的一系列经典电脑角色扮演游戏。游戏设定为22世纪，但故事背景和艺术风格深受20世纪50年代核恐慌的影响。首作发布于1997年。有时候该系列被称为是1988年出版的遊戲：《荒野遊俠》精神上的續作，但《荒野遊俠》属于美商藝電版权，而且故事不是发生在同样的游戏世界里。
游戏系列包括數个角色扮演游戏版本，从1997年发行的《辐射》，1998年的《辐射2》，2008年的《辐射3》 ，2015年的《辐射4》，到2018年的《辐射76》一個多人連線遊戲 以及2010年的《異塵餘生：新維加斯》，一个策略游戏《辐射战略版：钢铁兄弟会》，一个游戏机的动作冒险游戏《辐射：钢铁兄弟会》以及其他一些支线游戏等。
2001年的PC Gamer杂志排名，《辐射》和《辐射2》排在所有计算机游戏里的第四位。
《辐射》、《辐射2》、和《辐射战略版：钢铁兄弟会》使用仿3D建模的图形引擎，用等角投影的45度倾角画面的平面图形。《辐射》和《辐射2》采用开放性设计，拥有非常高的自由度。
在2003年黑島工作室解散之后，Bethesda Softworks购买了所有制作《辐射》系列游戏的权利。《辐射3》和《辐射4》即由Bethesda开发。
Interplay在2年内还拥有制作《辐射》大型多人在线游戏的权利。

## 遊戲設定

### 故事背景
異塵餘生系列遊戲的歷史觀是基於「科幻黃金小說」這個概念而建立的。遊戲的故事發生在架空歷史的美國，這就意味著，輻射世界中所說的2077年，實際上是現實世界20世紀40－50年代的人們所構想的2077年。不過，二戰後的歷史改變並不是兩個世界唯一的不同，歷史從二次大戰後與真實歷史產生分歧，一些未來的科學發現也脫離現實。《異塵餘生》所陳述的世界建構於1950年代人們對第三次大戰的危機感與對數百年後未來的想像。遊戲中的名言「戰爭，戰爭從未改變」說明了這個情緒。
在这个虚构时间线中，苏联没有解体但走向与美国的缓和路线，而中国则维持极左政策一直到21世纪并取代苏联成为新的超级大国。21世紀50年代，隨著世界石油存量持續減少而發生能源危機，進而引起國際關係緊張。世界局勢發生了一系列的劇變，包括歐洲與中東開戰，聯合國倒台，美國發展出超級生化武器，兼併加拿大，中國為爭奪能源入侵阿拉斯加等。最終在2077年10月23日引起了大規模核戰爭，在2個小時內，大部分先進文明毁灭，极少数人通过“避难所”或居住于偏远地区幸存。地表的95%变成寸草不生的“废土”，放射线的影响直到战后210年的辐射4还未完全消散。
在輻射世界中，連科學原理也發生了變化。比如，战爭期間美国为对抗石油危机，研制出微型核聚变，能给200年后的倖存者社区和车辆提供电力。半导体元件和大规模集成电路也没有普遍使用，绝大多数的电子设备和计算机是采用真空管制成的，但达到了相当的功能水準并具有超长寿命。另外，放射线不一定致人死命，对于某种携带特殊基因的人类，放射线会使其变成生命超长但皮肉腐烂的“尸鬼”。作为特殊的幸存者，他们是废土上少数保存战前记忆的人。
至于核战争的起源，没有人确定是哪国首先使用核武器。《辐射2》中的美国总统理查森认定是中国先发射的核弹。人工智能角色“天网”（SkyNet）則说核战争是人工智能启发的，因为它们觉得常规战争太无趣了，不过这个答案也属一家之言，并非证据确凿。经典的辐射作品对于核战以前的历史和常规战争的局势提及甚少。然而，Bethesda接手后的作品对核大战以前的战役进行了有限的描述，其中提到上海，南京已沦陷于美军，辐射4的开场新闻甚至说美军试图向北京推进，此说法暗示了中国有率先发动核战争的动机。即便如此，核战争爆发的细节仍然不明朗，在《辐射:新维加斯》的彩蛋剧情中，Bethesda甚至暗示核战争是作为第三方的外星人诱导的。
在Bethesda與Amazon Prime合作推出的影集中，從變成屍鬼的戰前知名演員回憶片段可以看到其作為避難所公司高層的妻子在會議中提及為確保避難所計劃順利執行，可以先行在本土引爆核彈，從而製造末日世界。

### 戰後世界
除了在避難所內成功活下的倖存者，剩下的人大多都在核戰中死亡（不過在其他人保護下也有倖存者）。核戰開始後，除了避難所居民外，大部份生活在地表的人都成為了屍鬼（Ghoul），一種壽命極長的人型變異生物。地面上也出現各種變種動物，例如兩個頭頸的牛、鹿、羚羊；巨大化的蟑螂與蚊子。由於美國在戰前開發的進化病毒（FEV）洩露，在荒野上也形成了一些高速進化的變異怪物，而在人工智慧主教（Master）意圖征服世界的進程中，也實驗出了不少可怕的變種人（Mutant）。
伴隨著避難所的打開，荒蕪的大地上上出現了失去科技的原始部落人，以搶劫為生的強盜，作惡多端的毒販和奴隸販子，以及重新建立文明的城市人；除此之外,由避難所居民建立的新加利福尼亞共和國(New California Republic),掠奪戰前科技為己用的鋼鐵兄弟會(Brotherhood of Steel)，由倖存的戰前美國政府官員所組成，意圖征服廢土的英克雷(Enclave)以及以強大科技為實力的學院(The Institute)等各方勢力都仍在這片大地上嘗試獨霸一方。

### 避難所
避難所是遊戲的重要設定。避難所由避難所科技公司設計和建造，每一個避難所足以容納1000人，並且能自給自足。
由於預見了大戰的來臨，美國政府在2054年開始了大規模的建造放射性落塵避難所（Fallout shelter），這些避難所的產品名為「Vault」。然而政府总共只建立了122个避难所，远远不够保護全美国的人口。實際上，這些避難所只有少数作为“对照组”按宣称方式正常运行，一些是为了提供纯种人类标本库，绝大多数则秘密進行殘酷而不人道的社会試驗，目的只是为少数精英日后重新殖民地表或外星提供一些依据和启发。

## 游戏系列
此章节简要列出辐射系列的已发表作品，发表年份，发行公司和开发工作室。

### 衍生作品

#### 《辐射：战争》
《辐射：战争》（Fallout: Warfare）是一套桌面角色扮演游戏。用《辐射战略版》剧情为基础，这游戏还包括一套简要的SPECIAL人物建立系统。此游戏捆绑于《辐射战略版》的精装版。规则书是Christopher Taylor编写的。《辐射：战争》包含5个不同的帮派、车辆、4种游戏、和33种不同的角色。规则只需要10面骰子。游戏所用的简要SPECIAL人物系统可以让每角色有他自己独一的属性及特别的技能如驾驶、医疗和修理。游戏的规则书现在可以从《辐射》爱好者网站下载。

#### 《辐射：钢铁兄弟会》
《辐射：钢铁兄弟会》（Fallout: Brotherhood of Steel）出版于2004年是指经《辐射》系列唯一的游戏机游戏，有Xbox和PlayStation 2版本。主角是钢铁兄弟会的新兵，被吩咐一个自杀性的任务寻找一群失踪的圣骑士。一片动作角色扮演游戏，《辐射：钢铁兄弟会》与之前出版的《辐射》游戏有巨大的不同，不管是游戏体验还是艺术风格。《辐射：钢铁兄弟会》发生在3个主要的地点：Carbon和Los两个城镇和一个避难所。《辐射：钢铁兄弟会》的主角在剧情里没有任何的伴侣。游戏作曲家也与前游戏不同：此游戏的音乐是由Slipknot和Killswitch Engage乐团演奏，前篇音乐是由The Ink Spots乐团和路易斯·阿姆斯特朗演奏。迷界一般把《辐射：钢铁兄弟会》的剧情列为非正式剧情（canon），因为游戏的剧情和艺术与原篇不一致。这游戏是Interplay最后发行的《辐射》产品。
此游戏無中文版。

#### 《辐射》大型多人在线游戏
之前，由于Interplay Entertainment的破产，贝塞斯达软件公司购买了《辐射》续编的版权，但是没有购买大型多人在线游戏的版权。2007年4月4日，美国证券交易委员会存档显示贝塞斯达用575万美元购买了《辐射》的大型多人在线游戏版权。贝塞斯达现有《辐射》大型多人在线游戏的版权，购买合同陈述如果Interplay Entertainment能在2年内获取3000万美元的投资，Interplay Entertainment可以在4年内开发并出版此游戏。业界都觉得Interplay Entertainment没有足够的金融能力来获取需要的投资和开发此游戏。

#### 《辐射：避难所》
《辐射4》的衍生产品，为推销《辐射4》。由Bethesda开发。扮演避难所所长，管理避难所。

### 電視劇
改編本系列的劇情影集，於2024年4月10日在線上串流媒體平台Amazon Prime Video首播。

## 風格與影響

### 《辐射圣经》
在1990年代末，因为其他游戏的开发，《辐射3》的开发在Interplay Entertainment内被推迟好几次。在集思广益和扩大《辐射3》的影响力两方面的考虑下，《辐射2》剧情设计师Chris Avellone给予玩家了一些《辐射2》剧本。这些剧本被玩家称为《辐射圣经》（Fallout Bible）。

### 嗶嗶小子與避難所男孩
嗶嗶小子（Personal Information Processor-Boy，簡稱：PIP-Boy）為遊戲早期玩家取得的腕上型電腦，負責處理玩家的物品、武裝、任務等清單。
《異塵餘生》與《異塵餘生2》使用使用的是同一個「嗶嗶小子2000」，由獲選者（一代主角）從13號避難所取得並傳承。
《異塵餘生戰略板》使用的是「嗶嗶小子2000」的修改版本，叫作「嗶嗶小子2000BE」。
《異塵餘生3》和《異塵餘生：新維加斯》則是使用「嗶嗶小子3000」。
《異塵餘生4》則是使用「嗶嗶小子3000 Mark-IV」。
避難所男孩這個角色是避難所科技公司的吉祥物，

頻繁地出現在與避難所科技相關的物件。
當中包括嗶嗶小子，嗶嗶小子在裡頭展現了各式的穿著與武器，以及各種狀態、特徵與可供選擇的屬性。

## 翻譯花絮
本遊戲原名Fallout，台灣正式翻譯作《異塵餘生》，中國大陸唯一引进的正式版亦称《异尘余生2》，而此系列在大陆民间一般通称为《輻射》。
根據線上Merriam-Webster字典的解釋，Fallout的意義是：the often radioactive particles stirred up by or resulting from a nuclear explosion and descending through the atmosphere，与此主题最为相关的直译则是輻射塵。